# خانات شروان
خانات شروان (به انگلیسی: Shirvan Khanate، به ترکی آذربایجانی: Şirvan xanlığı) یکی خانات حاکم بر مناطق قفقاز در میان سال‌های ۱۷۴۸ تا ۱۸۲۰ میلادی بود که به دست افشاریان در شمال ایران تأسیس شد. در نهایت این خانات بر پایه عهدنامه گلستان در تاریخ ۲۴ اکتبر ۱۸۱۳م برابر با ۲ آبان ۱۱۹۲ خورشیدی از خاک ایران جداشد و امروزه در خاک جمهوری آذربایجان قرار دارد.

## تاریخچه

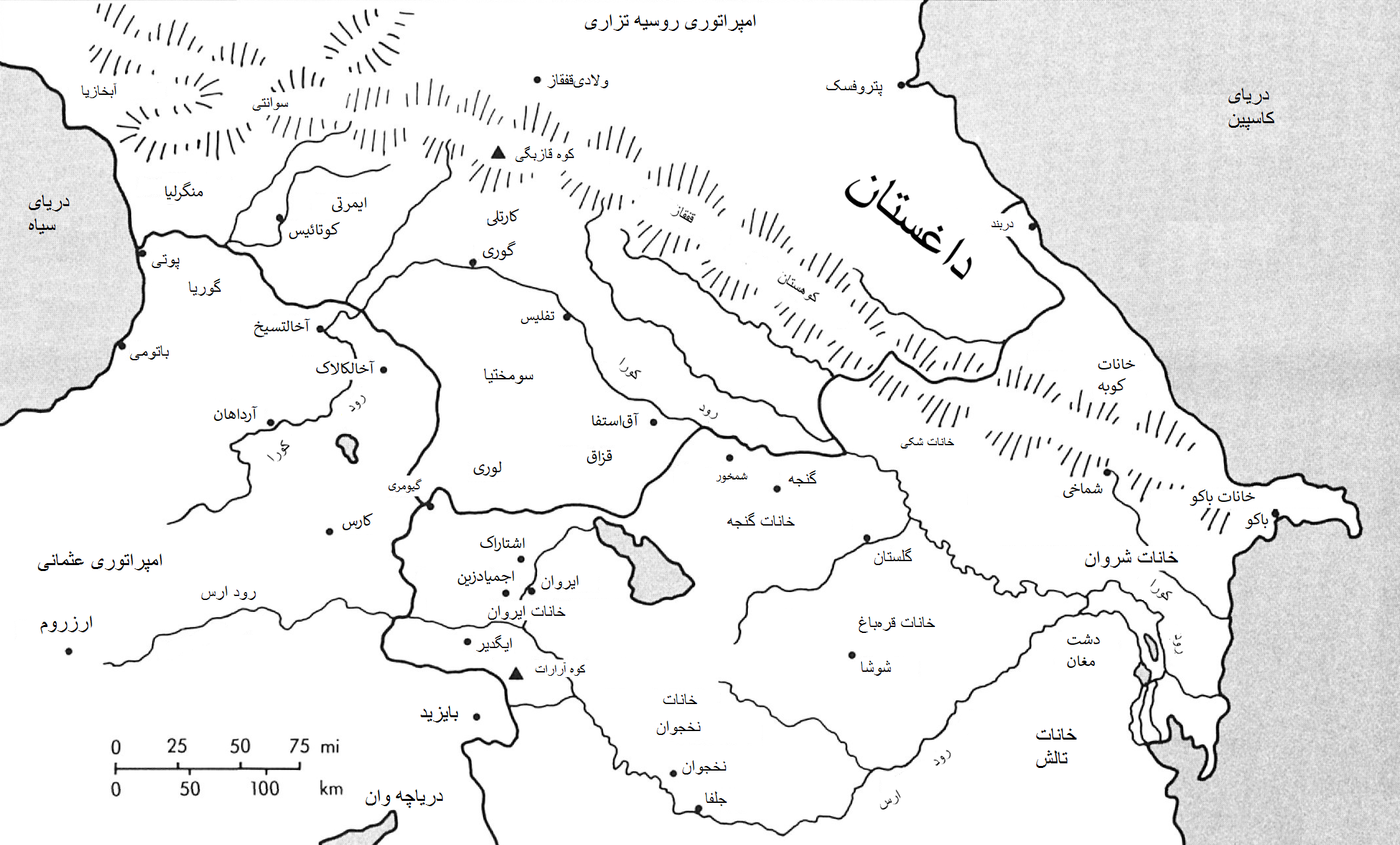
نقشه قفقاز در اوایل قرن نوزدهم میلادی

در سال ۱۷۴۲ میلادی، شهر شماخی توسط نادرشاه افشار و ایرانیان از نیروهای روس بازپس گرفته شد. پس از آن ساکنان شماخی به مکانی جدید با همین نام در حدود ۱۶ مایلی غرب شهر آق‌سو امروزی در جنوب رشته‌کوه قفقاز نقل مکان کردند و شهر جدید را پایه‌گذاری کردند. شماخی نو محا اقامت خان شماخی، حاجی محمدعلی خان، بود که تا سال ۱۷۶۵ میلادی بر این ناحیه حکمرانی کرد.
شهر قدیم شماخی نیز در زمان حکومت برادران محمدسعید خان و آغاسی‌خان در میان سال‌های ۱۷۴۸ تا ۱۷۸۶ میلادی به حیات خود ادامه داد تا این‌که این دو حاجی محمدعلی خان را کشتند و دو خان‌نشین را با هم یکی کردند. پس از این یکی شدن مردم شماخی نو را رها کردند و در سال ۱۷۸۶ شماخی قدیم بازسازی شد. در میان سال‌های ۱۷۶۸ تا ۱۷۸۹ خانات شروان تحت سلطه دو خان‌نشین قدرتمند پیرامون آن یعنی خانات قوبا و خانات شکی اشغال شده بود. در همین مدت آغاسی‌خان نابینا شد و محمدسعید خان اسیر شد و به شهر دربند فرستاده شد.
فرزندان آغاسی‌خان و محمدسعید خان در شروان کشته یا به تبعید فرستاده شدند. هنگامی که فتحعلی‌خان قوبا درگذشت، آنها دوباره خانه و موطن خود را بازسازی کردند. عسکرخان، قاسم‌خان و مصطفی‌خان پس از انحطاط خانات قوبا به آنها یورش بردند و حکومت آن‌ها را به تصرف خود درآوردند. در سال ۱۷۹۵ میلادی روس‌ها شهرهای شماخی و باکو را طی نبردهای ایران و روس توسط والرین زوبوف تسخیر کردند. با این حال، این نبرد با مرگ کاترین کبیر پایان یافت و ارتش روسیه عقب‌نشینی کردند.
مصطفی‌خان پس از کشتار گنجه، برای جلوگیری از پیشروی و هجوم نیروهای پاول سیسیانوف از دولت مرکزی در تهران کمک خواست. دولت ایران با اعزام ارتش به فرماندهی پیرقلی‌خان قاجار به این درخواست پاسخ داد. با این حال، هنگامی که پیرقلی‌خان به دشت مغان رسید، پی برد که مصطفی‌خان با روس‌ها وارد مذاکره شده‌است. مصطفی‌خان امیدوار بود که روس‌ها حدود و مرزهای خانات شروان را تا محدوده حکومت شروان‌شاهان در سده‌های پیشین به رسمیت بشناسند. اگرچه مصطفی‌خان از پیشنهاد سیسیانوف ناراضی نبود، اما وی تهدید کرد که اگر با شرایط تعیین‌شده او همسو نباشد، برادر کوچک‌تر او یعنی مصطفی (که گفته می‌شود از این موضوع استقبال کرده بود) جایگزین می‌کند. در نهایت روس‌ها به این خانات حمله کرده و مصطفی‌خان در ۶ ژانویه ۱۸۰۶ مجبور به تسلیم شد.
مصطفی‌خان مجاز به اداره خانات بود و مجبور شد سالانه به روس‌ها خراج بدهد. افزون بر آن مجبور شد افراد گروگان‌شده را به تفلیس که به پایگاه نایب‌السلطنه قفقاز روسیه تبدیل شده بود بفرستد. سرانجام او مجبور شد تا خوراک و محل اقامت نیروهای و پادگان‌های ارتش روسیه را نیز تأمین کند. پس از کشته‌شدن سیسیانوف در باکو در سال ۱۸۰۶ میلادی، مصطفی‌خان پیمان بیعت خود با روس‌ها را زیر پا گذاشت و دوباره خود را به عنوان شاه معرفی کرد.
پس از کشته‌شدن سیسیانوف، در سال ۱۸۱۶ الکسی پترویچ یرمولوف به‌عنوان فرمانده کل قوای ارتش روسیه در قفقاز منصوب شد. او مصمّم بود تا به هر قیمتی مناطق باقی‌مانده و خان‌نشین‌های ایران از جمله خانات ایروان و خانات نخجوان را تا رود ارس تصرف کند. هنگامی که اسماعیل‌خان خانات شکی در سال ۱۸۱۹ بدون هیچ وارثی درگذشت، یرمولوف این خان‌نشین را به مناطق تحت تصرف خود افزود. مصطفی‌خان که سرانجام اسماعیل‌خان را دیده بود، در سال ۱۸۲۰ به‌همراه پسرش به ایران گریخت. یرمولوف هم به‌راحتی خانات شروان را تصرف کرد.
پس از گذشت چندسال، روس‌ها با نقض پیمان گلستان که در سال ۱۸۱۳ منعقد شده بود به خانات ایروان حمله کردند. این رویداد باعث انجام آخرین نبردها و درگیری‌ها میان ایران و روسیه شد که با نام جنگ ایران و روسیه (۱۸۲۸–۱۸۲۶) شناخته می‌شود. در این هنگام ولیعهد قاجار عباس میرزا در تابستان ۱۸۲۶ حمله گسترده‌ای را به منظور بازگرداندن سرزمین‌های ایران که توسط پیمان گلستان از دست رفته بود، رهبری کرد. این نبرد برای ایران به‌خوبی آغاز شد چرا که به‌سرعت گنجه، شروان و شکی را بازپس گرفتند و به تفلیس هم حمله کردند. سپس حکومت مصطفی‌خان را نیز در شروان برقرار کردند؛ با این حال، این پیروزی‌ها کوتاه‌مدت بود و پس از چند ماه روند کاملاً وارونه شد و نیروهای ایران شکست‌های پیاپی و قاطعانه‌ای را در برابر نیروهای روس متحمل شدند. در سپتامبر ۱۸۲۶ عباس میرزا در نبرد گنجه در رویارویی با ایوان پاسکویچ شکست خورد و ارتش ایران ناچار به عقب‌شینی به مناطق جنوبی رود ارس شدند. در این میان مصطفی‌خان با همراهی یاران خود بار دیگر به ایران گریخت.

## خان‌ها
1. حاجی محمدعلی خان (۱۷۴۸–۱۷۶۳)
2. آغاسی‌خان و محمدسعید خان (۱۷۶۳–۱۷۶۸)
3. فرماندهان و خان‌های خانات قوبا (۱۷۶۸–۱۷۷۸)
4. آغاسی‌خان (۱۷۷۸–۱۷۸۶)
5. عسکرخان (۱۷۸۶–۱۷۸۸)
6. قاسم‌خان (۱۷۸۹–۱۷۹۶)
7. مصطفی‌خان (؟ -۱۸۲۰)

## نگارخانه

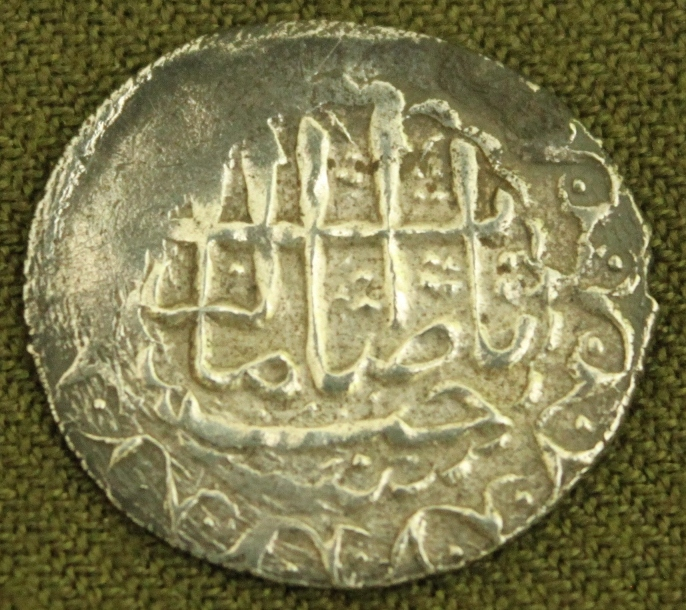
سکه‌های ضرب‌شده نقره‌ای خانات شروان (۱۷۷۰)
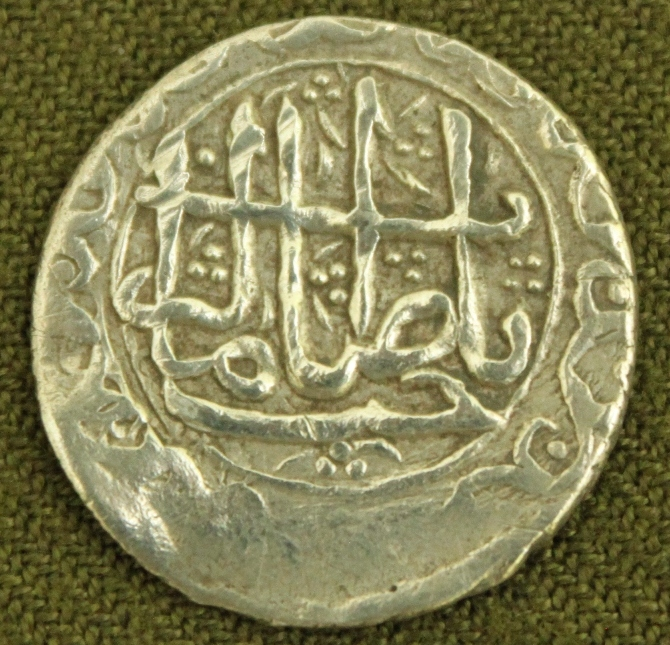
سکه‌های ضرب‌شده نقره‌ای خانات شروان (۱۷۷۰)
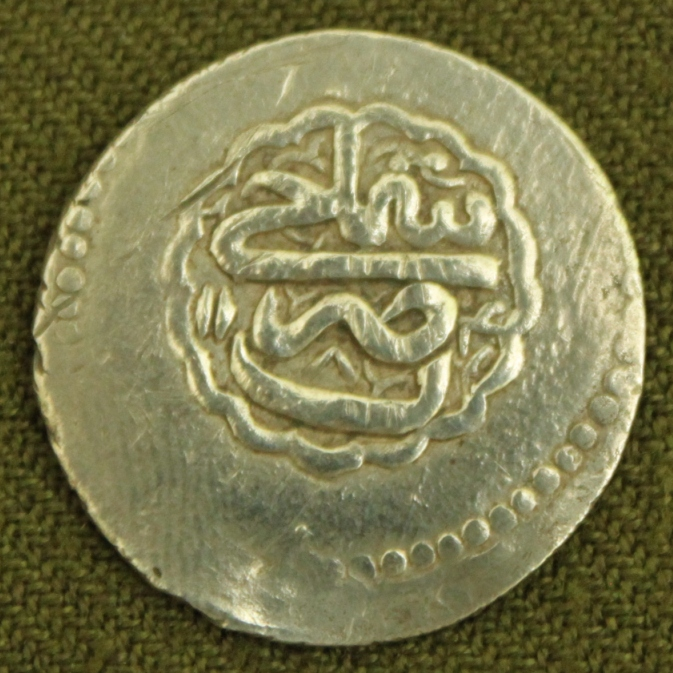
سکه‌های ضرب‌شده نقره‌ای خانات شروان (۱۷۷۰)
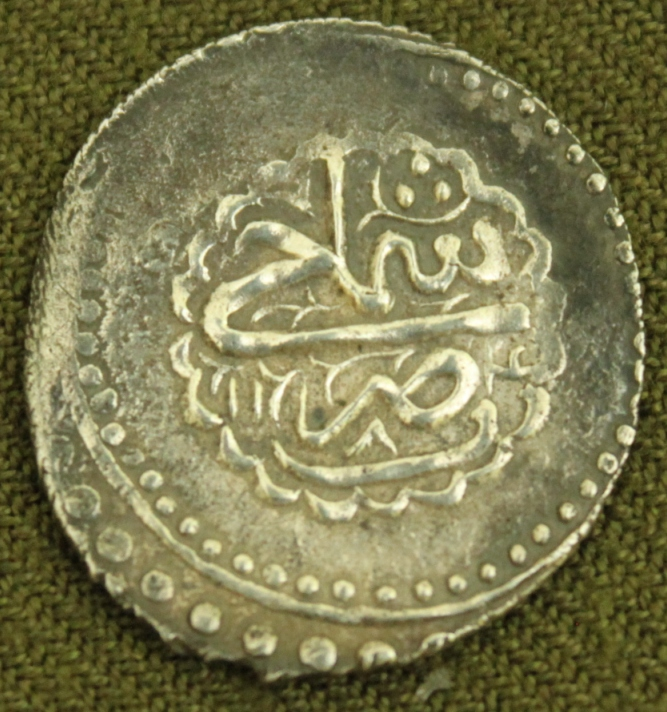
سکه‌های ضرب‌شده نقره‌ای خانات شروان (۱۷۷۰)